# Cessna Citation X
«Cessna 750 Citation X» (рос. «Сессна-750 Сайтейшен X) — турбовентиляторний двомоторний далекомагістральний середній літак бізнес-класу, розроблений компанією Cessna Aircraft Company, випускається у Вічита, Канзас. В даний час є найшвидшим цивільним, а також діловим літаком, максимальна швидкість 993 км/год (М = 0.92).

## Розробка
Cessna 750 — окреме сімейство літаків з шести літаків, що випускаються під брендом Citation.
Citation X заснована на більш ранніх Citation III, VI та VII, але разом з тим має ряд істотних відмінностей: новий профіль крила, двигуни, «скляна кабіна».

### Citation X+
У 2010 році компанія Cessna розпочала масштабне оновлення літака, яке спочатку отримало назву Citation Ten, що включало модернізовані двигуни AE3007C2 з новими вентиляторами, польотні дисплеї Garmin G5000 з трьома 14-дюймовими (36 см) екранами, а також систему авторотації. Еліптичні крила, які були доступні як додаткова опція на Citation X, стали стандартними, а для покращення комфорту пасажирів було введено розтяжку на 38 см (15 дюймів). Завдяки покращенню питомої витрати палива (SFC) на 1,4 % та збільшенню тяги, Citation X+ може підтримувати збільшення корисного навантаження на 97 кілограмів (214 фунтів), збільшення крейсерської швидкості на FL490 з 460 до 479 вузлів, а також збільшення дальності польоту на 190 миль (352 км). Перший політ відбувся 17 січня 2012 року. Висота була збільшена до 19 футів 3 дюймів (5,85 м), довжина — до 73 футів 7 дюймів (22,43 м), розмах крила — до 69 футів 2 дюймів (21. 1 м), максимальна злітна вага збільшилася до 36 600 фунтів (16 602 кг), максимальна крейсерська швидкість зросла до 527 вузлів (606 миль/год; 976 км/год) у FL350, а максимальна дальність польоту збільшилася до 3 242 морських миль (3 731 миль; 6 004 км) (MTOW, повне паливо, оптимальний набір висоти і зниження, круїз 0,82 Маха, FL450).

## Аеродинамічна схема
Двомоторний турбовентиляторний низькоплан зі стрілоподібним крилом, Т-образним оперенням і заднім розташуванням двигунів. Система управління літака живиться від двох гідросистем. У каналі тангажу працюють дві розділені половини керма висоти та суцільно поворотний стабілізатор. Кермо напрямку розділене на дві частини: нижня керується від гідросистеми, верхня — від електросистеми. На кожному напівкрилі працюють п'ять панелей інтерцепторів. Вони працюють диференційно в каналі крену на допомогу елеронам і можуть відхилятися синхронно в гальмівному режимі.

## Особливости[3]
Літак має особливість, пов'язану з переміщенням центру мас у польоті. У польоті з повними паливними баками центр мас спочатку зміщується вперед, потім назад, потім знову вперед і знову назад. Це пов'язано з розташуванням паливних баків і стрілоподібним крилом. Під час виконання польоту без пасажирів необхідно заправляти додаткове паливо для баласту, яке не можна витрачати в польоті.
Під час випробувань літака виявлено, що на великих висотах (вище FL 290) і під час заходу на посадку з повністю випущеними закрилками літак має недостатнє демпфування бічних коливань. Це призвело до необхідності поділу керма напрямку на дві частини та встановлення роздільних демпферів коливань.
Обидві частини керма управляються від педалей з пілотської кабіни, але одночасно виконують команди різних демпферів рискання. Нижня частина має 88% ефективності, а верхня - 12%.
Нижня частина відхиляється одним із двох рульових агрегатів, що живляться від двох гідросистем. Команда на рульові агрегати подається від педалей льотчиків і комп'ютера, що забезпечує демпфування коливань і координацію розворотів.
Верхня частина управляється електромотором із черв'ячною передачею. При прибраних закрилках сигнал на мотор надходить тільки від системи поліпшення стійкості. За випущених закрилків до цього сигналу додається кут відхилення педалей у пілотській кабіні.

## Експлуатанти
Повітряне судно експлуатується як приватними особами, так і компаніями, в тому числі операторами чартерних компаній.

## Втрати літаків
Був втрачений один літак Cessna 750 Citation X. У катастрофі загинуло 5 осіб.
| Дата       | Бортовий номер | Місце катастрофи | Жертви | Короткий опис                                           |
| ---------- | -------------- | ---------------- | ------ | ------------------------------------------------------- |
| 01.03.2012 | N288CX         | Egelsbach        | 5/5    | При заході на посадку зачепив дерева, впав і загорівся. |

## Технічні характеристики[5]
- Екіпаж: 2 людини
- Пасажиромісткість: 8-12 осіб
- Довжина: 22,0 м
- Розмах крила: 19,4 м
- Висота: 5,8 м
- Площа крила: 50 м²
- Маса порожнього: 9 843 кг
- Корисне навантаження 6 486 кг
- Максимальна злітна маса: 16 375 кг
- Маса палива: 6 056 кг
- Двигуни: 2 × ТРДД Rolls-Royce/Allison AE 3007C1 Двигун має цільні титанові лопатки та триступеневу турбіну низького тиску. Ступінь двоконтурності двигуна 5 до 1 для підвищення паливної ефективності та зменшення шуму.
- Тяга: 2 × 30,09 кН

Льотні характеристики
- Максимальна швидкість: 977 км/год (M = 0.92)
- Крейсерська швидкість: 956 км/год
- Практична дальність: 6 020 км
- Практична стеля: 15 545 м (FL 510)
- Швидкопідйомність: 18,6 м/с
- Навантаження на крило: 3,3 кПа

## Галерея

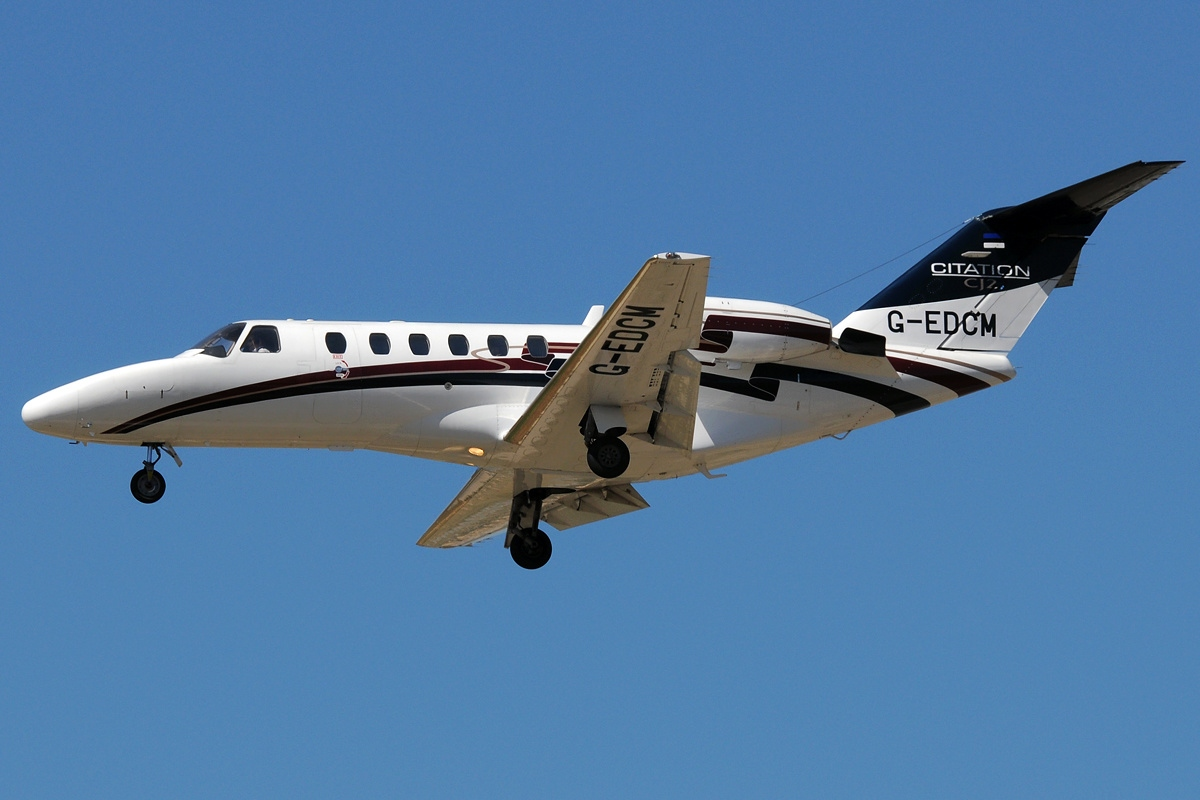
CitationJet CJ2 має 6 вікон
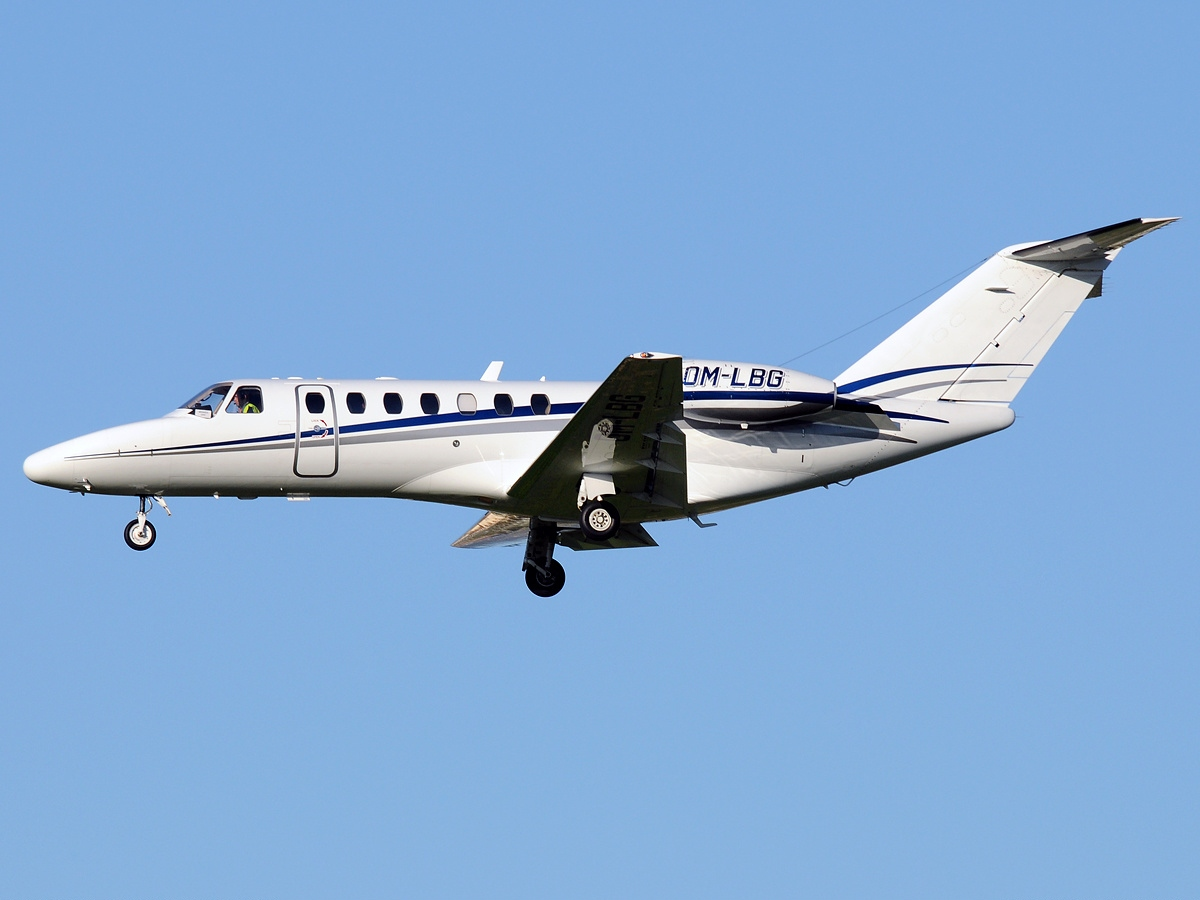
CitationJet CJ3 має 7 вікон
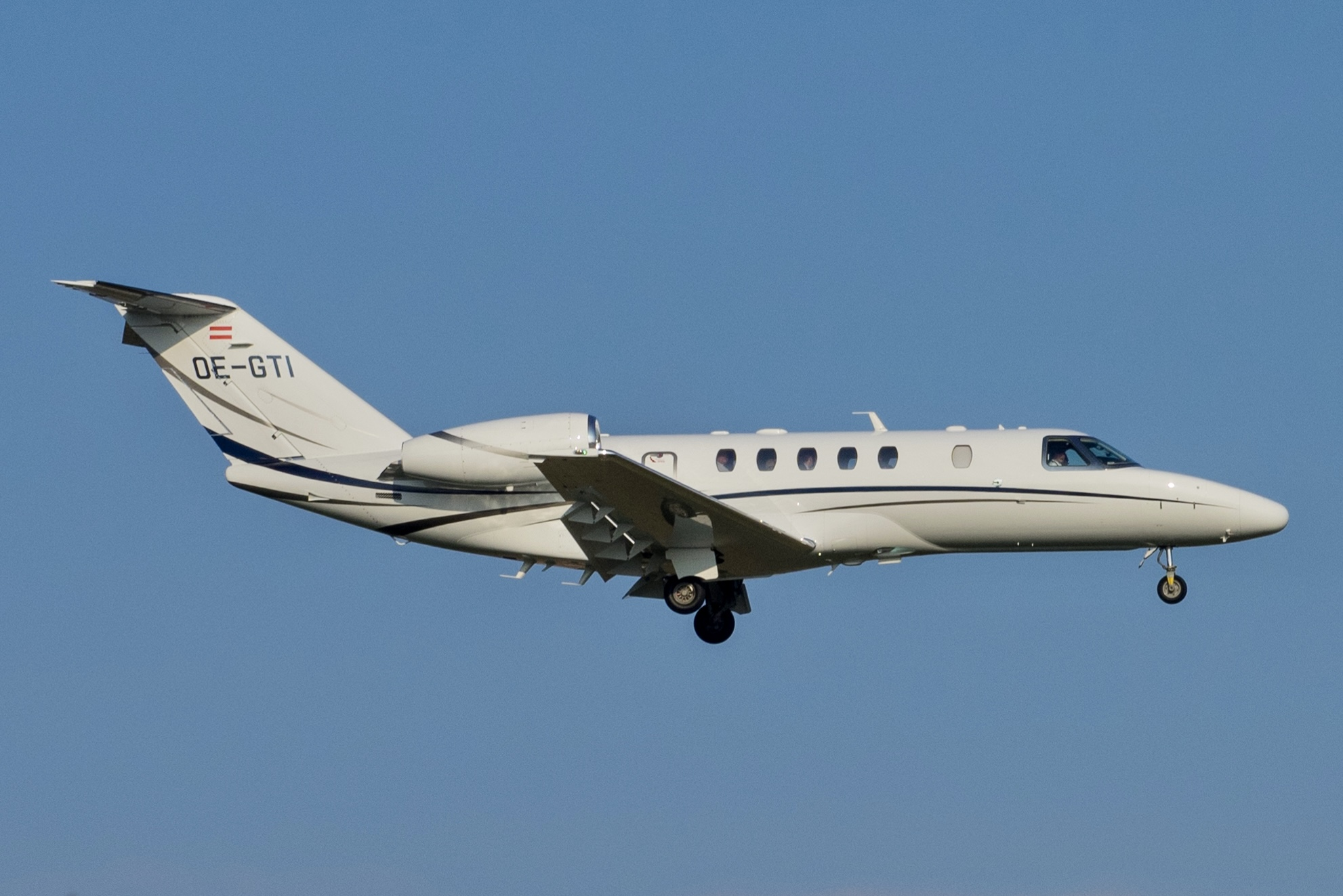
Найдовший CitationJet, CJ4, має 5+1 вікон
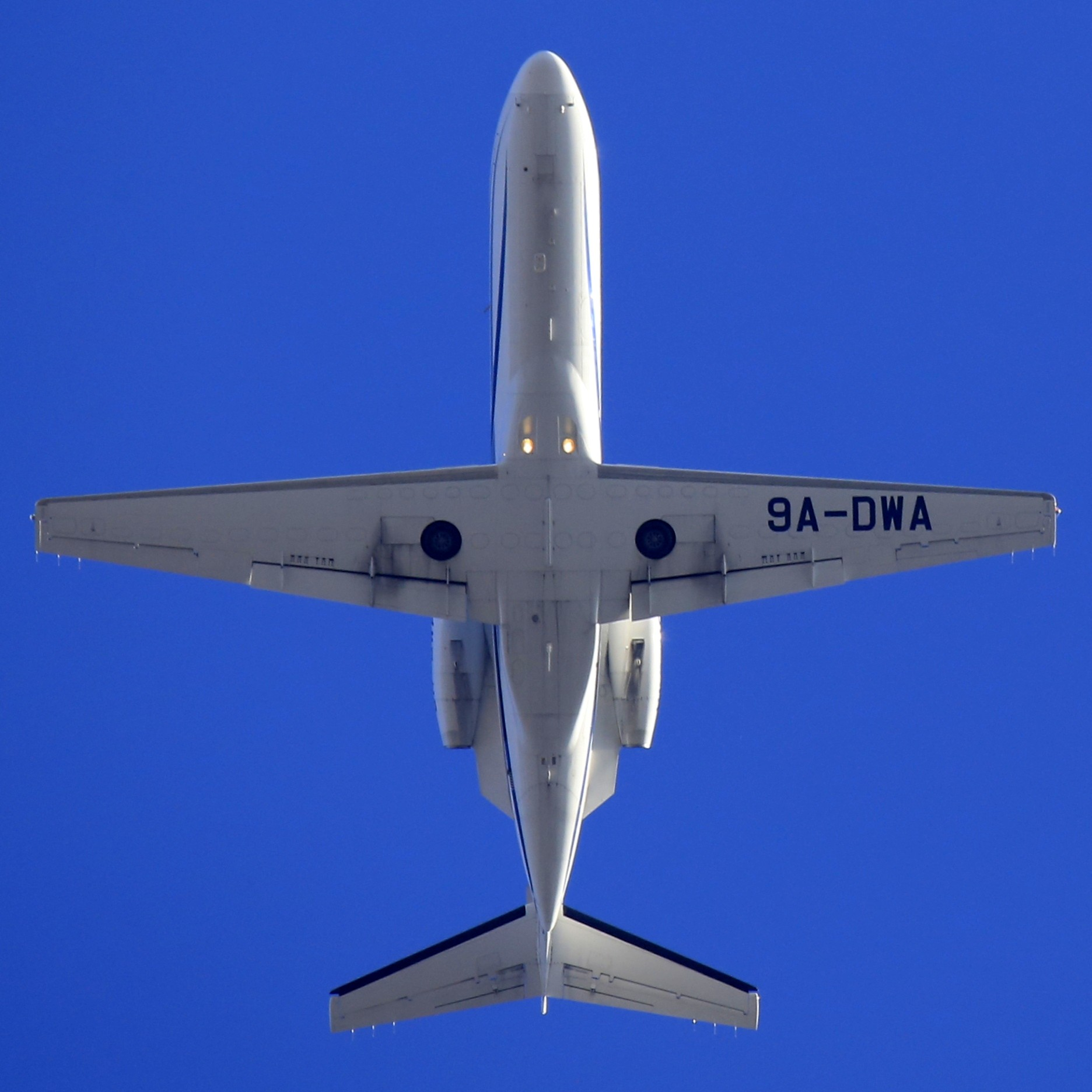
CJ2, видно практично пряме крило і неприкриті колеса
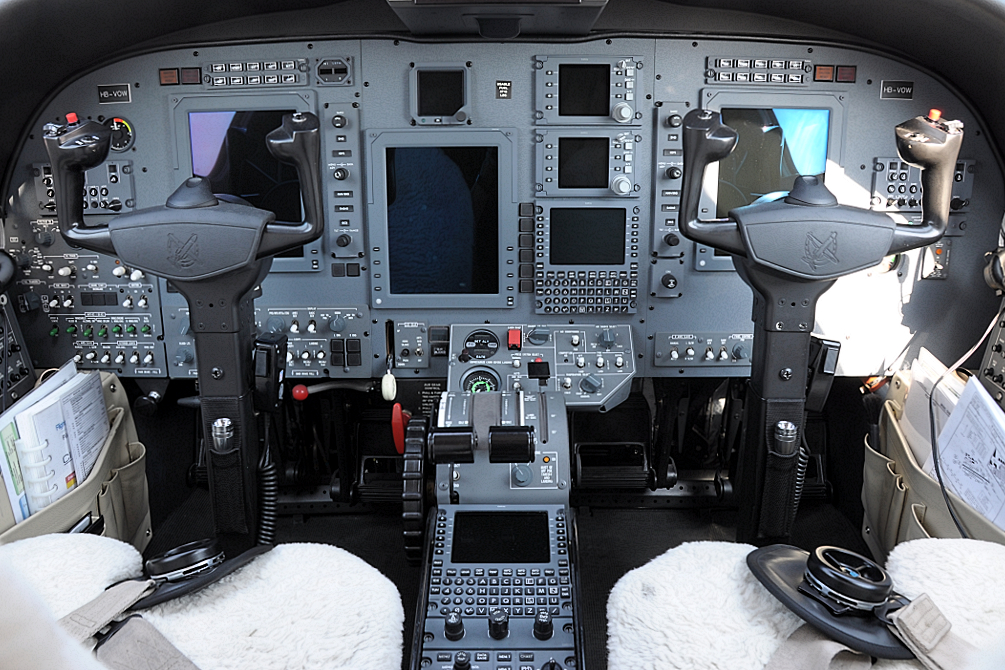
Швейцарський CJ3 із авіонікою Rockwell Collins Proline 21
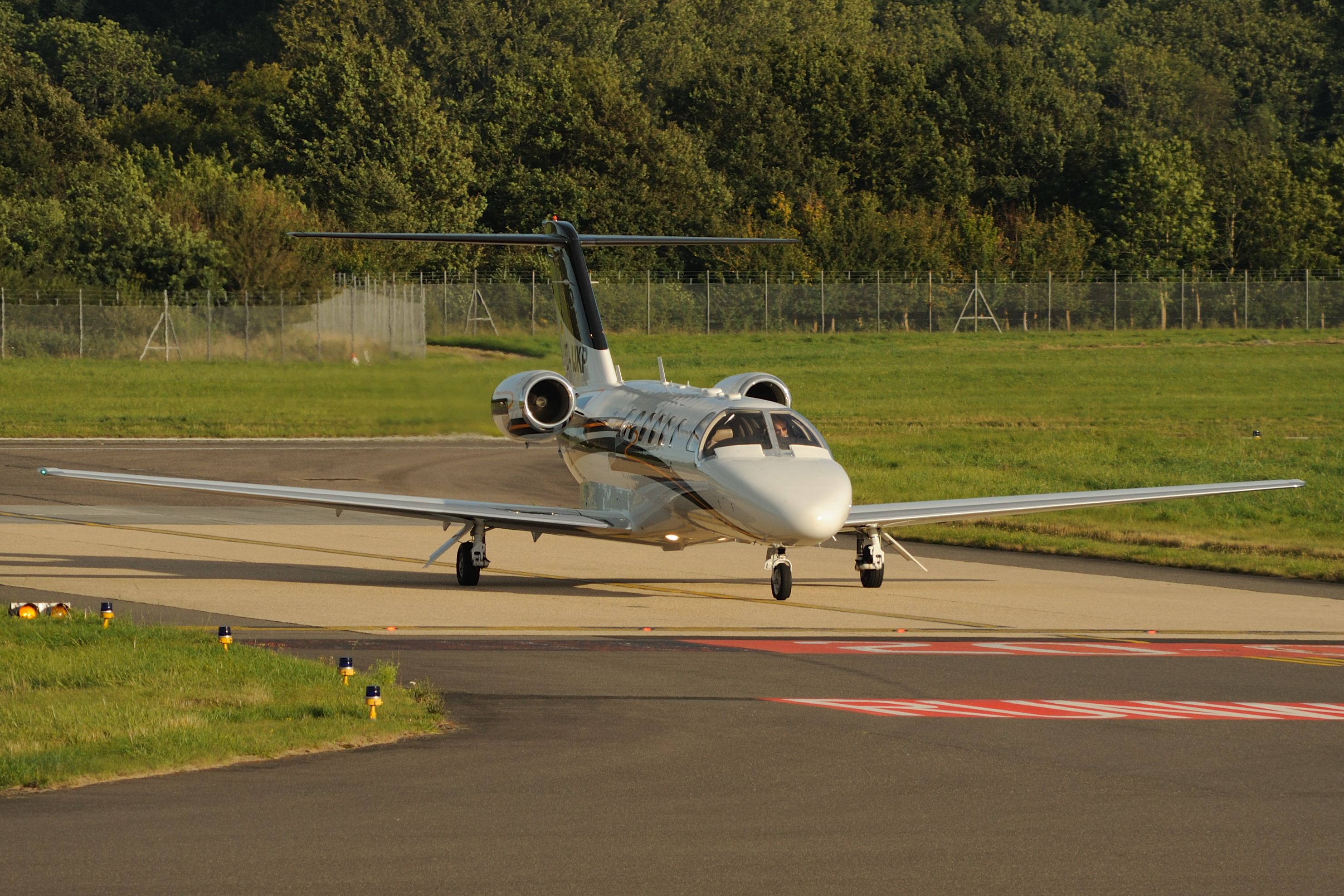
CitationJet (як й інші літаки серії Citation) сертифіковані для польотів із одним пілотом
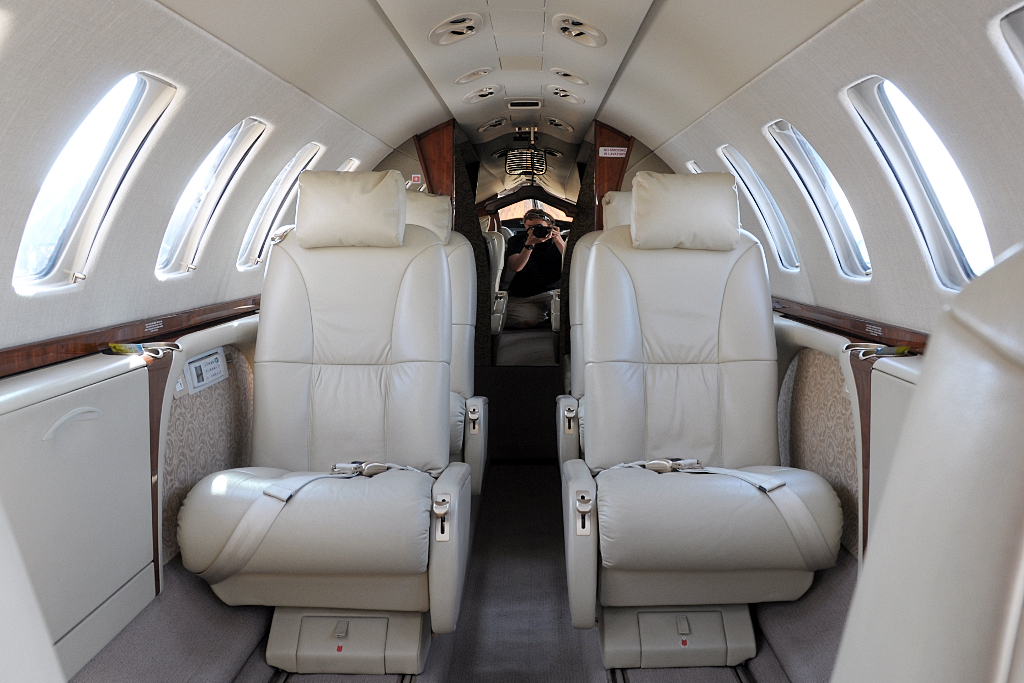
Кабіна CitationJet

## См. також
- Gulfstream G200
- Cessna Citation Sovereign
- Dassault Falcon 50
- Challenger 300
- Raytheon Hawker 4000
- Gulfstream G650